# قمشان
قمشان روستایی از توابع بخش مرکزی شهرستان هرند در استان اصفهان ایران است.

## جمعیت
این روستا در دهستان امامزاده عبدالعزیز قرار دارد و براساس سرشماری مرکز آمار ایران در سال ۱۳۸۵، جمعیت آن ۳۵۶ نفر (۹۱خانوار) بوده‌است.